# Sauris atrilineata
Sauris atrilineata är en fjärilsart som beskrevs av W. Warren 1906. Sauris atrilineata ingår i släktet Sauris och familjen mätare. Inga underarter finns listade.